# Club de París
El Club de París es un espacio de discusión y negociación entre acreedores oficiales y países deudores. Su función es renegociar en forma coordinada y conjunta las deudas externas de los países deudores con dificultades de pago. Su creación, que es la primera reunión informal, es de 1956, cuando Argentina estuvo de acuerdo con efectuar un encuentro con sus acreedores públicos. 
Las reuniones se efectúan en París de 10 a 11 veces al año entre sesiones de renegociación, análisis de deuda o aspectos metodológicos. El Presidente de las sesiones es un alto funcionario de dirección de la Tesorería de Francia. El Copresidente y Vicepresidente son también funcionarios de la Tesorería de Francia.
Desde 1956 a 2022 ha habido 478 acuerdos acordados en el marco del Club de París relacionados con 102 países deudores, representando un total de 6140 millones de dólares

## Miembros del Club de París
Actualmente, hay 22 miembros permanentes:
- Australia
- Austria
- Bélgica
- Brasil
- Canadá
- Dinamarca
- Finlandia
- Francia
- Alemania
- Irlanda
- Israel
- Italia
- Japón
- Países Bajos
- Noruega
- Rusia
- Corea del Sur
- España
- Suecia
- Suiza
- Reino Unido
- Estados Unidos

Han participado como deudores en algún momento: Argentina, Chile, Perú, Ecuador, Cuba, Emiratos Árabes Unidos, Israel, Angola, Kuwait, Marruecos, México, Nueva Zelanda, Portugal, Trinidad y Tobago, Turquía, Tuvalu y Uganda.

## Historia

### Creación
En 1956, Argentina solicitó una reunión en París con todos sus Gobiernos acreedores. Así nació el Club de París, una asociación que reúne a 19 países con los que Argentina contrajo diversas deudas. Hubo renegociaciones en los años 1962, 1965, 1985, 1987, 1989, 1991 y 1992, y se cayó nuevamente en incumplimiento como consecuencia de la crisis que sufrió el país en el año 2001.

### Acuerdo con Argentina en 2014
En enero del año 2011 el monto adeudado con el Club de París rondaba los 9000 millones de dólares. Hernán Lorenzino, el secretario de Finanzas, junto con Amado Boudou encabezaban la comitiva, pero no se logró cerrar las negociaciones. Alrededor de la mitad de los compromisos impagos eran previos a 1983, fundamentalmente tomados entre la dictadura militar de Aramburu y la última dictadura cívico-militar (1976-1983). El 9 % de la deuda fue tomada durante el Gobierno de Raúl Alfonsín, mientras que el 42 % restante se asumió durante los mandatos de Carlos Menem y Fernando de la Rúa. Desde entonces Argentina realizó ocho intentos de renegociaciones hasta finalmente alcanzar este acuerdo.
El 29 de mayo de 2014, el gobierno de Cristina Fernández de Kirchner consiguen un acuerdo para saldar la deuda con el Club de París en un plazo de cinco años. Axel Kicillof encabezó la delegación argentina, de la que también tomaron parte Pablo López (secretario de Finanzas) y Federico Thea (secretario legal y administrativo); Luis Briones (director de la Oficina Nacional de Crédito Público), Claudio Dal Din (director de Administración de la Deuda Pública), Hernán Lorenzino (jefe de la Unidad de Reestructuración de Deuda) y Adrián Cosentino (coordinador de la Unidad). Por el lado del Club de París la negociación fue encabezada por el titular del foro multilateral, el francés Ramón Fernández.
Se acordó que la deuda fuera cancelada a lo largo de los siguientes cinco años, con un desembolso inicial en efectivo por 1150 millones de dólares: un pago inicial en concepto de capital de 650 millones de dólares se realizará en julio de 2014 y los restantes 500 millones de dólares se entregarán en mayo de 2015. El acuerdo estableció un pago mínimo de 3 % que deberá afrontar Argentina por año y fijó un criterio de pagos adicionales en caso de incremento de las inversiones provenientes de los países miembros del Club. Si durante el plazo de cinco años, las inversiones adicionales fueran insuficientes para cubrir la deuda total, el país puede posponer los vencimientos hasta dos años. El esquema de pagos acordado reduce sensiblemente el costo financiero de esta deuda impaga, que pasa de una tasa promedio cercana al 7 % a una del 3 %. Esta es la primera vez que un país de ingresos medios logra acordar la cancelación de su deuda con el Club en un plazo de cinco años y sin la intervención del FMI.

[El acuerdo] es una especie de esfuerzo compartido. Es una forma de que los Gobiernos insten a las empresas a que generen inversiones en el país. Una vez que empecemos a pagar los primeros vencimientos, van a volver a habilitar las ventanillas para que esos países le presten a las empresas que quieran invertir en Argentina.
Axel Kicillof

## Principios
El club de París es una no-institución, que mezcla el pragmatismo anglosajón con la imaginación latina.
El hecho de no tener personalidad jurídica ni textos constitutivos, sino sólo una serie de principios y normas, permite al Club de París ser muy flexible ante las diferentes situaciones de los deudores. La falta de formalización de las normas de negociación responde también a la necesidad de tratar con cada país caso por caso.
A lo largo de los años, se ha desarrollado un corpus de métodos de reprogramación o cancelación de deudas. Sin embargo, el Club de París tiene la libertad de cambiar sus reglas en cualquier momento. Por ejemplo, hasta los años y no era posible la cancelación de las acciones de la deuda, aunque desde entonces ha sido una característica de muchos acuerdos.
Corresponde al país deudor ponerse en contacto con el Club de París. Su solicitud debe proporcionar una descripción detallada de su situación económica y financiera, demostrando su incapacidad para atender el servicio de su deuda externa. También debe haber firmado un programa con el FMI, cuyos análisis deben mostrar una necesidad de financiación que haga necesario el tratamiento de la deuda.
A pesar de ser un grupo informal, tiene los siguientes principios:
- Las decisiones se toman caso a caso, según sea la situación del país deudor.
- Las decisiones son tomadas por consenso entre los países acreedores.
- Es condicional, se trata sólo con países que necesitan reestructurar su deuda e implementan reformas para resolver problemas de pago. En la práctica, esto significa que debe haber un préstamo o programa de reprogramación previamente aprobado por el FMI.
- Solidaridad, los acreedores convienen entre sí, en implantar los nuevos términos del Acuerdo para aplicar a cada país deudor.
- Igualdad de tratamiento entre los acreedores. Ningún país deudor puede dar un tratamiento desfavorable a otro acreedor con el cual se ha llegado a un consenso en el Club de París.

### Solidaridad
Cuando se negocia con un país endeudado, todos los miembros del Club de París actúan como un grupo y son sensibles al impacto que la gestión de sus propios créditos puede tener sobre los créditos de los demás miembros.

### Consenso
En el Club de París no se puede tomar ninguna decisión que no refleje el consenso de los países acreedores participantes.

### Compartir información
El Club de París es un foro único para el intercambio de información. Los miembros del Club de París comparten regularmente información y opiniones entre sí sobre la situación de los países deudores, se benefician de la participación del FMI y del Banco Mundial y comparten datos sobre sus créditos de forma recíproca. El carácter productivo de los debates no debe impedir la confidencialidad de las deliberaciones.

### Decisiones caso por caso
El Club de París toma decisiones caso por caso para adaptarse continuamente a la situación específica de cada país deudor.

### Condicionalidad
El Club de París se reúne con un deudor sólo cuando:
- existe la necesidad de reducir la deuda. El país deudor debe proporcionar una descripción detallada de su situación económica y financiera;
- el deudor ha aplicado y se ha comprometido a aplicar reformas para restablecer su situación económica y financiera.

En la práctica, esto significa que el deudor debe tener un programa en curso con el FMI respaldado por un acuerdo con condiciones (ADS, Acuerdo Ampliado, Servicio para el Crecimiento y la Reducción de la Pobreza, Instrumento de Apoyo a las Políticas). El nivel de tratamiento de la deuda se basa en la necesidad de financiación identificada en el programa del FMI.
En el caso de un tratamiento de flujo, el período de consolidación es el período durante el cual el acuerdo del FMI identifica una necesidad de financiación. Cuando este tratamiento de flujos se prolonga durante un largo periodo de tiempo (normalmente más de un año), el acuerdo del Club de París se divide en fases. Los importes que vencen en la primera fase se tramitan en cuanto entra en vigor el acuerdo del Club de París. Las fases posteriores se ejecutan con sujeción a las condiciones establecidas en el Acta Acordada, incluida la ausencia de acumulación de atrasos y la aprobación de la revisión del programa del FMI.

### Comparabilidad del tratamiento
El país deudor que firma un acuerdo con sus acreedores del Club de París se compromete a no aceptar de sus acreedores bilaterales y comerciales no pertenecientes al Club de París un tratamiento de su deuda en condiciones menos favorables para él que las acordadas en el Club de París.

## Organización

### La Secretaría
La Secretaría se creó para preparar unas sesiones de negociación más eficaces. La Secretaría está compuesta por una docena de personas de la Tesorería de la Dirección General del Tesoro francesa.
El papel de la Secretaría consiste principalmente en salvaguardar los intereses comunes de los países acreedores que participan en el Club y facilitar el logro de un consenso entre ellos en cada nivel de las discusiones. Para lograrlo, la Secretaría prepara las sesiones de negociación según un método específico.
En las primeras fases de las discusiones, la Secretaría analiza la capacidad de pago del país deudor y presenta a los acreedores una primera propuesta de trato. Esta propuesta es discutida por los acreedores (cuyas posiciones durante la negociación se transcriben en la llamada "mesa mágica"). La Secretaría también se encarga de redactar las actas de la negociación.
La Secretaría también contribuye a garantizar el cumplimiento de los distintos pactos contenidos en las actas y mantiene las relaciones exteriores con los acreedores de terceros Estados y los bancos comerciales, en particular para garantizar el mayor respeto posible de la cláusula de comparabilidad de trato.

### La Presidencia
Desde 1956, la Presidencia del Club de París está asegurada por el Tesoro francés.
El Presidente del Club de París es Emmanuel Moulin, director general del Tesoro. 
Copresidente: William Roos, subsecretario de Asuntos Multilaterales, Departamento de Comercio y Políticas de Desarrollo. El vicepresidente es Christophe Bories, su adjunto encargado de la División de Asuntos Financieros Multilaterales y Desarrollo.
Uno de estos tres copresidentes debe presidir cada reunión del Club de París.
En particular, durante las sesiones de negociación, el presidente del Club de París desempeña el papel de intermediario entre los acreedores, que elaboran las propuestas de tratamiento de la deuda, y el representante del país deudor, generalmente el ministro de Finanzas. Se encarga de presentar a la delegación del deudor las condiciones acordadas por los acreedores. Si el deudor -lo que es habitual- rechaza la primera oferta de los acreedores, se inicia la negociación propiamente dicha, en la que el presidente actúa como intermediario entre el deudor y los acreedores.
Lista de presidentes
Lista incompleta:
- Jean-Claude Trichet (1985-1993)
- Christian Noyer]] (1993-1997)
- Jean-Pierre Jouyet (2000-2005)
- Xavier Musca]] (2005-2009)
- Ramón Fernández (fr) (2009-mayo de 2014)
- Bruno Bézard (fr) (2014-2016)
- Odile Renaud-Basso (2016-2020)
- Emmanuel Moulin (desde 2020)

## Reuniones
Los países acreedores del Club de París suelen reunirse 10 veces al año.  Cada sesión incluye una reunión de un día denominada «Tour d'Horizon», durante la cual los acreedores del Club de París debaten la situación de la deuda de los países deudores o cuestiones metodológicas relacionadas con la deuda en general. La sesión también puede incluir reuniones de negociación con uno o más países deudores.

### Negociaciones
Un país deudor es invitado a una reunión de negociación con sus acreedores del Club de París cuando ha concluido un programa adecuado con el Fondo Monetario Internacional (FMI) que demuestra que el país no es capaz de hacer frente a sus obligaciones de deuda externa y, por tanto, necesita un nuevo acuerdo de pago con sus acreedores externos (principio de condicionalidad). Los acreedores del Club de París vinculan la reestructuración de la deuda al programa del FMI porque las reformas de la política económica pretenden restablecer un marco macroeconómico sólido que reduzca la probabilidad de futuras dificultades financieras.
Los veintidós miembros permanentes del Club de París pueden participar en las reuniones de negociación, como acreedores participantes si tienen créditos frente al país deudor invitado, como observadores en caso contrario. Otros acreedores bilaterales oficiales pueden ser invitados a asistir a las reuniones de negociación de forma ad hoc, previo acuerdo de los miembros permanentes y del país deudor. Los representantes de instituciones internacionales, en particular el FMI, el Banco Mundial y el banco regional de desarrollo pertinente, también asisten a la reunión en calidad de observadores. El país deudor suele estar representado por el ministro de Finanzas. Suele encabezar una delegación compuesta por funcionarios del Ministerio de Finanzas y del Banco Central.

#### Pasos de una negociación
Tras unas palabras del presidente para dar la bienvenida a todos y abrir la reunión, la reunión oficial comienza con una declaración del ministro del país deudor, que presenta en particular el tratamiento de la deuda solicitado.
A esta declaración le siguen las del FMI y el Banco Mundial y, si procede, las de los representantes de otras instituciones internacionales.
A continuación, los representantes de los países acreedores pueden solicitar al ministro información adicional o aclaraciones sobre la situación del país deudor.
Tras responder a las preguntas, la delegación del país deudor abandona la sala principal y permanece en otra sala durante toda la sesión.
A continuación, los acreedores discuten entre ellos una propuesta de tratamiento de la deuda. Una vez que los acreedores se ponen de acuerdo, el presidente de la reunión presenta la propuesta a la delegación del país deudor. Si el país deudor no está de acuerdo y pide que se modifique la propuesta de los acreedores, el presidente transmitirá esta petición a los acreedores, que la debatirán y estudiarán una nueva propuesta. Este proceso continúa hasta que se alcanza un acuerdo común entre los acreedores y el país deudor.
Una vez que se llega a un acuerdo sobre las condiciones del tratamiento, un documento denominado Acta aprobada formaliza el acuerdo por escrito en francés y en inglés.  Este acuerdo lo redacta la Secretaría del Club de París y luego lo aprueban los acreedores y el deudor.
A continuación, la delegación del país deudor regresa a la sala principal y el presidente, el ministro del país deudor y el jefe de la delegación de cada país acreedor participante firman el acta aprobada.
Una vez finalizada la sesión de negociación, se publica un comunicado de prensa acordado por los acreedores y los representantes del país deudor.

## Condiciones del Club de París
El 8 de octubre de 2003, los miembros del Club de París anunciaron un nuevo enfoque que permitiría al Club de París proporcionar la condonación de la deuda a un grupo más amplio de países. El nuevo enfoque, denominado «Enfoque Evian», introduce una nueva estrategia para determinar los niveles de alivio de la deuda del Club de París que es más flexible y puede proporcionar la condonación de la deuda a un mayor número de países de lo que estaba disponible bajo las normas anteriores del Club de París. Antes de la introducción del Enfoque de Evian, la cancelación de la deuda se limitaba a los países que podían optar a préstamos de la AIF del Banco Mundial con arreglo a las Condiciones de Nápoles o a los países HIPC con arreglo a las Condiciones de Colonia. Muchos observadores creen que el fuerte apoyo de Estados Unidos al alivio de la deuda de Irak fue un impulso para la creación del nuevo enfoque.
En lugar de utilizar indicadores económicos para determinar la elegibilidad para el alivio de la deuda, todos los casos potenciales de alivio de la deuda se dividen ahora en dos grupos: países HIPC y países no HIPC. Los PPME
seguirán recibiendo ayuda según las condiciones de Colonia, que sancionan hasta el 90% de cancelación de la deuda. Los países que no son PPME se evalúan caso por caso.
Los países que no son PPME y desean obtener un alivio de la deuda se someten primero a un análisis de sostenibilidad de la deuda del FMI. Este análisis determina si el país sufre un problema de liquidez, un problema de sostenibilidad de la deuda, o ambos. Si el FMI determina que el país tiene un problema temporal de liquidez, sus deudas se reprograman hasta una fecha posterior. Si también se determina que el país tiene problemas de sostenibilidad de la deuda, es decir, que carece de recursos a largo plazo para cumplir con sus obligaciones de deuda y el importe de la deuda afecta negativamente a su capacidad futura de pago, el país puede optar a la cancelación de la deuda.

## Críticas al Club de París
Los críticos sostienen que el Club de París no es transparente. En 2006, un número importante de organizaciones no gubernamentales solicitaron un cambio en las normas del Club de París, especialmente en lo que respecta a la transparencia.
En 2009, el Club de París creó una nueva página web en la que se reiteran los términos de todo el trato dado a 90 países deudores. Desde 2008, el Club de París publica un informe anual, que incluye datos detallados sobre los créditos que sus miembros tienen con Estados extranjeros.